# Sugar Rush (Roman)
Sugar Rush ist Julie Burchills erster Jugendroman. Er wurde 2004 von dem britischen Macmillan Verlag erstveröffentlicht.

## Handlung
Kim Lewis muss ihre feudale Highschool verlassen und zur berüchtigten  Ravendene Gesamtschule wechseln. Ausgerechnet dann streitet sie sich auch noch mit ihrer besten Freundin Zoe "Saint" Clements. Aber Kim ist nicht lange alleine, sondern freundet sich schnell mit Maria "Sugar" Sweet, dem beliebtesten Mädchen der Schule, an. Schließlich verliebt sich Kim in Sugar. Die beiden schlafen miteinander. Daneben ist Sugar ständig angetrunken und hat Sex mit vielen Männern. Die Freundschaft von Kim und Sugar wird immer intensiver und nimmt einen tragischen Verlauf.

## Rezeption
Das Buch bekam gemischte Kritiken. 
Auf der Website Goodreads erhielt das Buch eine mittlere Durchschnittsbewertung. Viele Rezensenten kritisierten, dass die Buchvorlage nicht mit der guten Fernsehserie mithalten könne.
Peter James von The Guardian nannte Sugar Rush als eines seiner zehn Lieblingsbücher, die in Brighton spielen. Es sei ein offener und gut geschriebener Roman über Schwierigkeiten und Turbulenzen von Teenagern.
Rachel Cooke, ebenfalls vom Guardian, erklärte hingegen, dass Sugar Rush ein schrecklich zynisches Buch sei. Der Roman habe eine schwache Moral, sage wenig Lustiges oder Intelligentes aus und sei nicht gut geschrieben.
Autor Melvin Burgess meint, der Roman erzähle eine fabelhafte, mitreißende Geschichte von sexueller Faszination, ohne Schuldgefühle.
Andere Kritiker beschreiben das Buch als lustige Lektüre über Drogenkonsum, Sex und anderes riskantes Verhalten. Weitere finden, das Buch sei zwar nichts Besonderes, aber habe zumindest dazu geführt, dass sie das Schicksal der Figuren interessiert habe. Daher würden sie auch den Fortsetzungsroman lesen wollen.

## Verfilmung und Fortsetzungsroman
Eine gleichnamige Verfilmung wurde 2005 beim britischen Fernsehsender Channel 4 ausgestrahlt. In Deutschland lief die Serie auf TIMM. Olivia Hallinan spielte Kim und Lenora Crichlow Sugar. Crichlows Darstellung der Hauptfigur Sugar inspirierte Burchill, eine Romanfortsetzung mit dem Titel Sweet zu schreiben. Diese wurde 2007 veröffentlicht. Burchill erklärte, dass Sugar im Buch einfach eine Person gewesen sei, die Kim quälen würde. Als sie hingegen Crichlows Darstellung sah, machte diese Sugar zu einer Person, die der Autorin sehr wichtig sei und deren Handlungsweisen sie verstehen könne. Daher sei sie mit der Fortsetzung Sweet zufriedener als mit dem Ursprungsroman. Anders als das Buch bekam die Fernsehserie überwiegend positive Kritiken und erhielt einen International Emmy Award sowie einen BAFTA Award.